# Hemicleus fasciculatus
Hemicleus fasciculatus is een keversoort uit de familie kniptorren (Elateridae). De wetenschappelijke naam van de soort is voor het eerst geldig gepubliceerd in 1905 door Schwarz.